# أولاد سي احمد (الحلاليف 1)
أولاد سي احمد هو دُوَّار يقع بجماعة بئر النصر، إقليم بنسليمان، جهة الدار البيضاء سطات في المملكة المغربية. ينتمي الدوّار لمشيخة الحلاليف 1 التي تضم 6 دواوير. يقدر عدد سكانه بـ 813 نسمة حسب الإحصاء الرسمي للسكان والسكنى لسنة 2004.

## روابط خارجية
- البوابة الوطنية للجماعات الترابية
- المندوبية السامية للتخطيط